# Renée Zellweger
Renée Kathleen Zellweger (ur. 25 kwietnia 1969 w Katy) – amerykańska aktorka.
Laureatka Oscara dla najlepszej aktorki pierwszoplanowej za rolę Judy Garland w dramacie biograficznym Ruperta Goolda Judy (2019) i za drugoplanową rolę jako Ruby Thewes w dramacie Anthony’ego Minghelli Wzgórze nadziei (2003). Ponadto dwukrotnie nominowana do Oscara dla aktorki pierwszoplanowej za role w Dzienniku Bridget Jones (2001) i Chicago (2002). Otrzymała także m.in. cztery Złote Globy i dwie nagrody BAFTA.

## Życiorys

### Wczesne lata
Urodziła się w Katy w stanie Teksas jako córka Kjellfried Irene (z domu Andreassen) i Emila Ericha Zellwegera. Wychowywała się ze starszym bratem, Andrew. Ojciec pochodził z kantonu St. Gallen w Szwajcarii i z zawodu był inżynierem mechanikiem. Matka była pochodzenia norwesko-fińskiego (Lapończycy); pracowała jako położna i guwernantka.
W 1987 ukończyła Katy High School, gdzie była cheerleaderką, gimnastyczką i zainteresowała się aktorstwem należąc do kółka teatralnego. W 1991 uzyskała tytuł bakalaureata na wydziale języka angielskiego w University of Texas at Austin. Na uniwersytecie Zellweger wzięła też udział w kursie dramatycznym, co wywołało jej zainteresowanie aktorstwem. Pracowała w Austin jako kelnerka i asystentka barmana.

### Kariera
Zadebiutowała rolą Mary Lou w dreszczowcu Smak zabijania (A Taste for Killing, 1992) u boku Michaela Biehna i Jasona Batemana. Następnie zagrała w komediodramacie Richarda Linklatera Uczniowska balanga (Dazed and Confused, 1993) i główną rolę Susan w dramacie muzycznym Showtime Shake, Rattle and Rock! (1994). Pojawiła się także w filmach: Mój chłopak zombie (My Boyfriend Back, 1993), Orbitowanie bez cukru (Reality Bites, 1994), 8 sekund (8 Seconds, 1994), Teksańska masakra piłą mechaniczną: Następne pokolenie (The Return of the Texas Chainsaw Massacre, 1994) z Matthew McConaugheyem, Empire Records (1995) i The Low Life (1995). Za postać Starlene Cheatham w Kalibrze 45 (Love and a. 45, 1994) była nominowana do Independent Spirit Awards.
Została zauważona przez krytykę dzięki roli wrażliwej samotnej matki i obiektu zainteresowania wpływowego agenta sportowego (Tom Cruise) w komediodramacie sportowym Camerona Crowe’a Jerry Maguire (1996), pokonując ubiegające się o tę rolę aktorki, m.in. Bridget Fondę, Marisę Tomei, Cameron Diaz i Winonę Ryder. Za występ w filmie odebrała nagrodę Broadcast Film Critics Association Awards za najlepszy debiut w 1996, Blockbuster Entertainment Awards za najlepszą drugoplanową rolę komediową i była nominowana do Satelity, MTV Movie Awards i nagrody Gildii Aktorów Filmowych.
Za tytułową rolę Betty Sizemore, która pod wpływem silnych emocji wmawia sobie, że jest bohaterką swojej ulubionej opery mydlanej, w czarnej komedii Siostra Betty (Nurse Betty, 2000) otrzymała Złoty Glob dla najlepszej aktorki w filmie komediowym lub musicalu i Nagrodę Satelity. Wystąpiła jako Irene P. Waters w komedii  Bobby’ego Farrelly i Petera Farrelly Ja, Irena i Ja (Me, Myself & Irene, 2000) u boku Jima Carreya.
Największą rozpoznawalność i pierwszą nominację do Oscara przyniosła jej postać tytułowej bohaterki komedii romantycznej Dziennik Bridget Jones (2001), na podstawie książki Helen Fielding. Zagrała również w kontynuacji filmu, Bridget Jones: W pogoni za rozumem (2004), a po latach wróciła do aktorstwa w dobrze przyjętej przez fanów i krytyków Bridget Jones 3 (2016). W 2002 zagrała Roxie Hart w musicalu Chicago, który został nominowany do Oscara w 13. kategoriach. W następnym roku otrzymała Oscara dla najlepszej aktorki drugoplanowej za rolę w dramacie Wzgórze nadziei w reżyserii Anthony’ego Minghelli.
Po premierze Piosenki o miłości (2010) zawiesiła karierę aktorską na sześć lat, co w wywiadach dla brytyjskich magazynów „Red” i „Vogue” podsumowała jako „trudny czas dojrzewania, w którym nie potrafiła poradzić sobie z emocjami i problemami”. Za tytułową rolę w filmie Judy (2019) została nagrodzona Oscarem dla najlepszej aktorki pierwszoplanowej podczas 92. ceremonii wręczenia Nagród Akademii Filmowej, Złoty Glob, nagrodę Gildii Aktorów Filmowych i nagrodę BAFTA. Ścieżka dźwiękowa filmu zawierająca dwanaście najpopularniejszych, wykonywanych głównie przez aktorkę, piosenek Judy Garland została nominowana do nagrody Grammy.

## Życie prywatne
Jej partnerami byli: Jim Carrey, Jack White, Bradley Cooper i gitarzysta Doyle Bramhall II. Po czterech miesiącach znajomości, 9 maja 2005 wyszła za muzyka country, Kenny’ego Chesneya, jednak już we wrześniu tego samego roku małżonkowie złożyli dwa odrębne wnioski o anulowanie małżeństwa, które nastąpiło 20 grudnia. W 2006 w wywiadzie dla brytyjskiego magazynu „Now” Zellweger stwierdziła, że to małżeństwo było największym błędem w jej życiu.

## Filmografia
aktorka
- 1992: A Taste for Killing jako Mary Lou
- 1993: Cios w serce (Murder in the Heartland) jako Barbara Von Busch (niewymieniona w czołówce)
- 1993: Uczniowska balanga (Dazed and Confused) jako Nesi (niewymieniona w czołówce)
- 1993: My Boyfriend’s Back (niewymieniona w czołówce)
- 1994: Shake, Rattle and Rock! jako Susan
- 1994: Rebel Highway jako Susan
- 1994: Orbitowanie bez cukru (Reality Bites) jako poetka Tami
- 1994: Teksańska masakra piłą mechaniczną: Następne pokolenie (The Return of the Texas Chainsaw Massacre) jako Jenny
- 1994: Kaliber 45 (Love and a. 45) jako Starlene Cheatham
- 1994: 8 sekund (8 Seconds) jako Buckle Bunny

- 1995: Empire Records jako Gina
- 1995: The Low Life jako Poetka

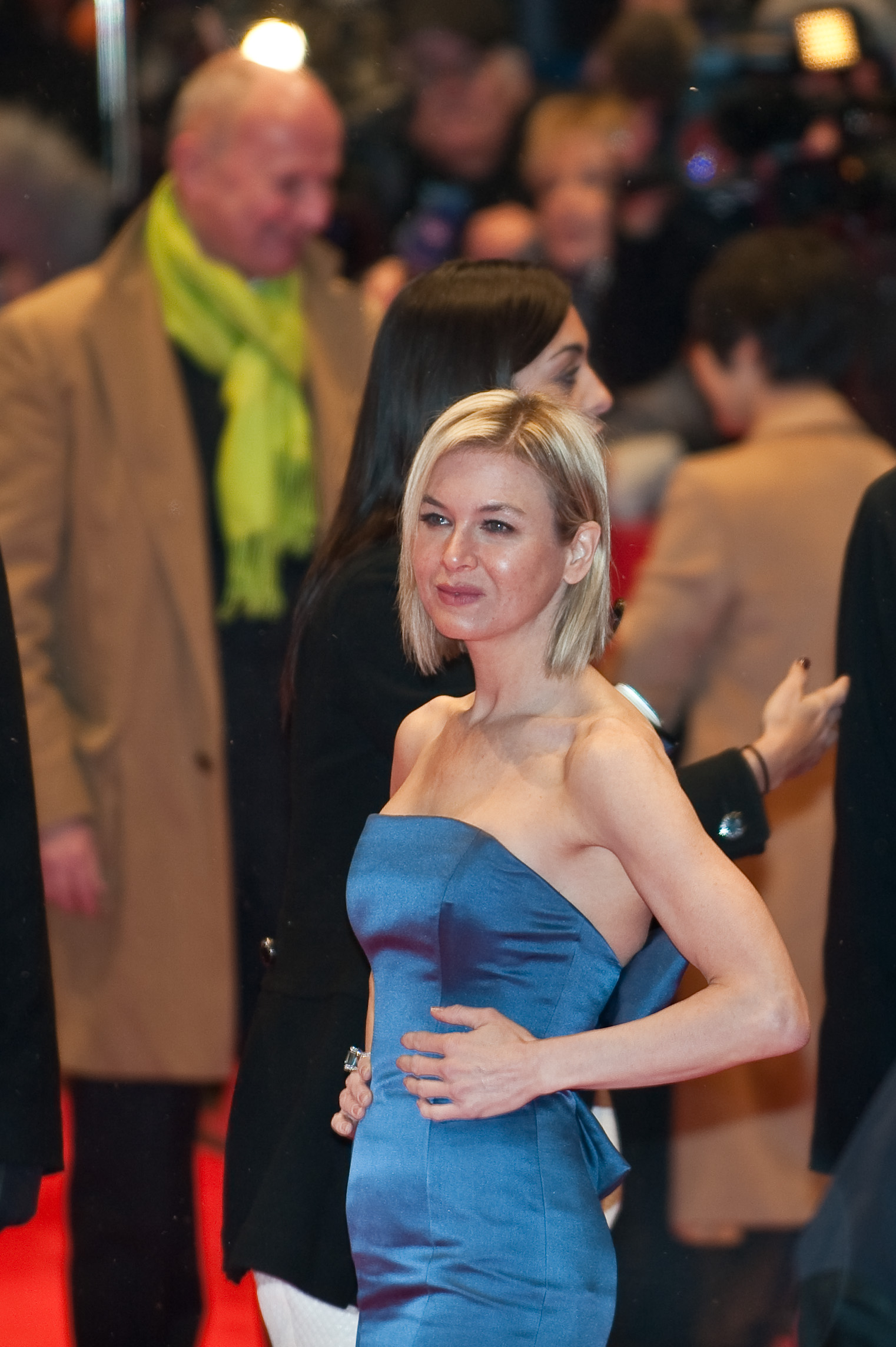
Aktorka była członkiem jury na Berlinale w 2010 r.

- 1996: The Whole Wide World jako Novalyne Price
- 1996: Jerry Maguire jako Dorothy Boyd
- 1997: Kłamca (Deceiver) jako Elizabeth Loftus
- 1998: Jedyna prawdziwa rzecz (One True Thing) jako Ellen Gulden
- 1998: Jubilerka (A Price Above Rubies) jako Sonia Horowitz
- 1999: Kawaler (The Bachelor) jako Anne
- 2000: Ja, Irena i Ja (Me, Myself & Irene) jako Irene P. Waters
- 2000: Siostra Betty (Nurse Betty) jako Betty Sizemore
- 2001: Bobby kontra wapniaki (King of the Hill) jako Tammy Duvall (głos)
- 2001: Dziennik Bridget Jones (Bridget Jones’s Diary) jako Bridget Jones
- 2002: Chicago jako Roxie Hart
- 2002: Biały oleander (White Oleander) jako Claire Richards
- 2003: Do diabła z miłością (Down with Love) jako Barbara Novak
- 2003: Wzgórze nadziei (Cold Mountain) jako Ruby Thewes
- 2004: Rybki z ferajny (Shark Tale) jako Angie (głos)
- 2004: Bridget Jones: W pogoni za rozumem (Bridget Jones: The Edge of Reason) jako Bridget Jones
- 2005: Człowiek ringu (Cinderella Man) jako Mae Braddock
- 2006: Miss Potter jako Beatrix Potter
- 2007: Film o pszczołach (Bee Movie) jako Vanessa Bloome (głos)
- 2008: Miłosne gierki (Leatherheads) jako Lexie
- 2008: Appaloosa jako Allison French
- 2009: Za jakie grzechy (New in Town) jako Lucy Hill
- 2009: Potwory kontra Obcy (Monsters vs Aliens) jako Katie (głos)
- 2009: Przypadek 39 (Case 39) jako Emily Jenkins
- 2009: Zawsze tylko ty (My One and Only) jako Anne Deveraux
- 2010: Piosenka o miłości (My Own Love Song) jako Jane Wyatt
- 2016: Bridget Jones 3 (Bridget Jones’s Baby) jako Bridget Jones
- 2017: Same Kind of Different as Me jako Deborah Hall
- 2018: Blue Night jako Tessa
- 2019: What/If jako Anne Montgomery
- 2019: Judy jako Judy Garland
- 2022: Cała prawda o Pam jako Pam Hupp
- 2024: Bridget Jones: Szalejąc za facetem jako Bridget Jones

producentka wykonawcza
- 2006: Miss Potter
- 2008: Living Proof

reżyserka
- 2014: 4 ½ Minutes

## Nagrody
- Nagroda Akademii Filmowej
  - Najlepsza aktorka drugoplanowa: 2004 Wzgórze nadziei
  - Najlepsza aktorka pierwszoplanowa: 2019 Judy
- Złoty Glob
  - Najlepsza aktorka drugoplanowa: 2004 Wzgórze nadziei
  - Najlepsza aktorka w filmie komediowym lub musicalu: 2003 Chicago
  - 2001 Siostra Betty
- Nagroda BAFTA Najlepsza aktorka drugoplanowa: 2004 Wzgórze nadziei
- Nagroda Gildii Aktorów Ekranowych
  - Najlepsza aktorka drugoplanowa: 2004 Wzgórze nadziei
  - Najlepsza aktorka pierwszoplanowa: 2003 Chicago
  - Najlepsza obsada filmowa: 2003 Chicago